# Dycusburg, Kentucky
Dycusburg, Kentucky (енгл. Dycusburg) град је у америчкој савезној држави Кентаки.

## Демографија
По попису из 2010. године број становника је 26, што је 13 (-33,3%) становника мање него 2000. године.
| Група             | 2000.      | 2010.       |
| Белци             | 38 (97,4%) | 26 (100,0%) |
| Афроамериканци    | 0 (0,0%)   | 0 (0,0%)    |
| Азијати           | 0 (0,0%)   | 0 (0,0%)    |
| Хиспаноамериканци | 0 (0,0%)   | 0 (0,0%)    |
| Укупно            | 39         | 26          |